# Lift Your Skinny Fists Like Antennas to Heaven
Lift Your Skinny Fists Like Antennas to Heaven (también conocido como Lift Yr. Skinny Fists Like Antennas to Heaven y Levez Vos Skinny Fists Comme Antennas to Heaven) es el tercer álbum de la banda canadiense Godspeed You! Black Emperor, lanzado como un álbum doble en 2000 a través de Kranky y Constellation Records. Fue grabado en Chemical Sound Studios en Toronto. En 2001, Q magazine lo nombró como uno de los 50 álbumes más pesados de todos los tiempos.

## Estructura y detalles
Lift Your Skinny Fists Like Antennas to Heaven está estructurado y concebido más como una sinfonía que como un disco convencional de música popular o rock. Las cuatro pistas están compuestas por movimientos, con diferentes subtítulos, que se funden entre ellos. El álbum entero es instrumental, excepto por algunos fragmentos hablados. El álbum comienza con crescendo orquestal con algunas reminiscencias al Bolero de Maurice Ravel.
Las solapas internas de la edición en vinilo lanzada por Constellation contiene un interesante diagrama utilizado para ilustrar los nombres de las canciones y sus duraciones; cada movimiento está dibujado por Efrim Menuck, como un bloque cuadrado y el largo del bloque está determinado por la cantidad de la canción abarca. Algunos de los bloques se mueven lentamente hacia arriba indicando el crescendo. El título del movimiento y la duración numérica de éste se muestran tanto arriba como abajo del cuadrado.
Las tapas internas del CD introducen arte de William Schaff basado en Rhode Island. La edición de vinilo doble presenta el mismo arte, pero en las solapas en lugar de las tapas. El reverso contiene varias imágenes tomadas por la banda.

## Lista de canciones
El álbum consiste en cuatro pistas continuas en el CD. Las duraciones de los movimientos individuales fueron tomadas de la discografía oficial. Los tiempos para cada movimiento aparecen en la contraportada del álbum, pero éstos son bastante imprecisos.

### Disco uno
1. Storm – 22:32
  - «Lift Yr. Skinny Fists, Like Antennas to Heaven...» – 6:15
  - «Gathering Storm/Il Pleut à Mourir [+Clatters Like Worry]» – 11:10
  - «'Welcome to Arco AM/PM...' [L.A.X.; 5/14/00]» – 1:15
  - «Cancer Towers on Holy Road Hi-Way» – 3:52
2. Static – 22:35
  - «Terrible Canyons of Static» – 3:34
  - «Atomic Clock» – 1:09
  - «Chart #3» – 2:39
  - «World Police and Friendly Fire» – 9:48
  - «[...+The Buildings They Are Sleeping Now]» – 5:25

### Disco dos
1. Sleep – 23:17
  - «Murray Ostril: '...They Don't Sleep Anymore on the Beach...'» – 1:10
  - «Monheim» – 12:14
  - «Broken Windows, Locks of Love Pt. III.» – 9:53
2. Antennas to Heaven – 18:57
  - «Moya Sings 'Baby-O'...» – 1:00
  - «Edgyswingsetacid» – 0:58
  - «[Glockenspiel Duet Recorded on a Campsite In Rhinebeck, N.Y.]» – 0:47
  - «'Attention...Mon Ami...Fa-Lala-Lala-La-La...' [55-St. Laurent]» – 1:18
  - «She Dreamt She Was a Bulldozer, She Dreamt She Was Alone in an Empty Field» – 9:43
  - «Deathkamp Drone» – 3:09
  - «[Antennas to Heaven...]» – 2:02

## Integrantes

### Godspeed You! Black Emperor
- Roger Tellier-Craig – guitarra.
- Norsola Johnson – chelo.
- Efrim Menuck – guitarra.
- Mauro Pezzente – bajo.
- David Bryant – guitarra.
- Thierry Amar – bajo.
- Sophie Trudeau – violín.
- Aidan Girt – percusión.
- Bruce Cawdron – percusión.

### Otros músicos
- Brian and Alfons – cuernos.

### Técnicos
- Daryl Smith – productor.
- John Golden – masterización.